# Luís III do Palatinado
Luís III (em alemão:  Ludwig III.; 23 de janeiro de 1378 — 30 de dezembro de 1436) foi Eleitor do Palatinado da Casa de Wittelsbach entre 1410 a 1436, filho do rei Roberto da Germânia e da rainha Isabel de Nuremberga.

## Biografia
Nascido o terceiro filho do rei alemão Ruperto da Germãnia e de sua esposa Isabel de Nuremberga, uma aristocrata alemã. Durante a campanha de seu pai na Itália, de 1401 a 1402, Luís serviu como vigário imperial. Ele sucedeu seu pai em 1410 como Eleitor do Palatinado, mas não concorreu à coroa alemã. O Palatinado foi dividido entre os quatro filhos sobreviventes de Ruperto. Como filho mais velho sobrevivente e novo príncipe-eleitor, Luís III recebeu a parte principal, João recebeu o Palatinado-Neumarkt, Estêvão recebeu  o Ducado do Palatinado-Simmern e Otão I recebeu Ducado do Palatinado-Mosbach.
Era membro da Sociedade do Periquito e da Liga de Constança. Altamente culto e religioso, ele foi patrono da Universidade de Heidelberg. Luís III atuou como vigário de Sigismundo, Sacro Imperador Romano, e foi seu portador durante o Concílio de Constança. Assim, Luís mais tarde também executou as sentenças contra Jan Hus e Jerônimo de Praga. Ele também prendeu o antipapa João XXIII em 1415.
Retornou muito doente de uma peregrinação à Terra Santa, termo usado por judeus, cristãos e muçulmanos para descrever a Terra de Israel e Palestina, em 1427, que ele havia organizado após a morte de seu filho Ruprecht. A partir de 1430 ele ficou quase cego e em 1435 foi privado do poder por sua esposa e seus conselheiros. Morreu no ano seguinte em Heidelberg, e foi sucedido por seu filho Luís IV .

## Família e filhos
Luís III foi casado duas vezes. Em 6 de julho de 1402 se casou pela primeira vez com Branca da Inglaterra (1392 –1409), filha do rei Henrique IV da Inglaterra e Maria de Bohun. Eles tiveram um filho, Ruprecht (1406 – 1426). Este casamento colocou a Coroa da Princesa Branca nas mãos dos Wittelsbach.
Em segundo lugar, casou-se em 30 de novembro de 1417 com Matilda de Saboia, filha de Amadeo, Príncipe da Acaia. Eles tiveram cinco filhos:
1. Matilde (7 de março de 1419 – 1 de outubro de 1482), casou-se:
  1. em 1434 para o conde Luís I de Württemberg
  2. em 1452 para o duque Alberto VI da Áustria
2. Luís IV do Palatino (1 de janeiro de 1424 – 13 de agosto de 1449) [2]
3. Frederico I do Palatino (1 de agosto de 1425 – 12 de dezembro de 1476) [2]
4. Rupprecht (27 de fevereiro de 1427 – 26 de julho de 1480), príncipe-eleitor arcebispo de Colônia
5. Margarida (ca. 1428 – 23 de novembro de 1466), uma freira no mosteiro de Liebenau